# Írán na Letních olympijských hrách 2000
Írán na Letních olympijských hrách 2000 reprezentovalo 35 sportovců v 12 sportech.

## Medailisté
| Medaile | Jméno             | Sport     | Disciplína               |
| ------- | ----------------- | --------- | ------------------------ |
| Zlato   | Alírezá Dábir     | Zápas     | Muži volný styl do 58 kg |
| Zlato   | Hossein Rezazadeh | Vzpírání  | muži +105 kg             |
| Zlato   | Hossein Tavakoli  | Vzpírání  | muži do 105 kg           |
| Bronz   | Hadi Saei         | Taekwondo | muži do 68 kg            |